# Per-wer
Das Per-wer war im Alten Ägypten das Heiligtum der oberägyptischen Wappengöttin Nechbet, der Vorfahrenkönige und oberägyptisches Reichsheiligtum von Hierakonpolis. In der Bausymbolik vertritt es als Gegenstück zum unterägyptischen Per-nu oberägyptische Heiligtümer im Allgemeinen.
Der Typ dieses Heiligtums bildete sich bereits in frühdynastischer Zeit heraus. Bereits im Herrschergrab U-j von Abydos (Umm el-Qaab), das in die Naqada-III-Kultur einzuordnen ist (um 3200 v. Chr.), wurden beinerne Etiketten mit Schriftzeichen gefunden, bei denen es sich deutlich um ein Heiligtum des Typs Per-wer handelt.

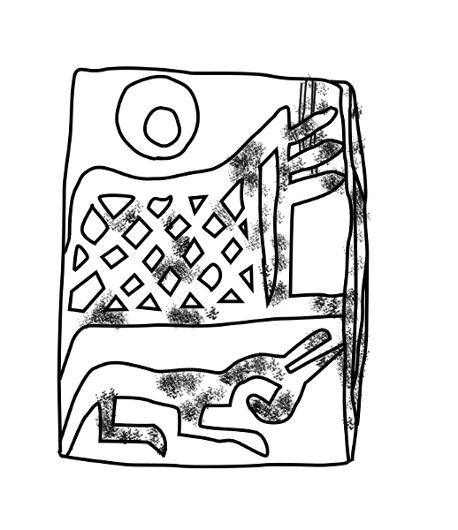
Etikett aus dem Grab U-j in Umm el-Qaab mit der Darstellung des Per-wer und eines liegenden Tieres

Die hieroglyphischen Darstellungen ermöglichen Rückschlüsse auf die Form des Baus. Er war ursprünglich aus Holz und Matten konstruiert. Typisch sind das nach unten geschwungene, gerundete Dach mit einem nach hinten herabhängenden Schwanz und drei bis vier Stoßzähnen an der Front. Entlang der Fassade ragen Masten in die Höhe. Ein niedriger Zaun umschließt das Heiligtum.
Es liegt die Nachbildung eines Tieres nahe. Dessen eindeutige Bestimmung ist aber nicht möglich. Hinzu kommt, dass die Darstellungen in einigen Details wie Zahl der Hörner, Länge des Schwanzes und Umfang des Tieres variieren. Bei den Darstellungen im Grab U-j erscheint das Per-wer einmal in Verbindung mit einer Hieroglyphe eines stehenden Tieres und achtmal in Kombination mit einem Schriftzeichen eines liegenden Tieres. Günter Dreyer deutete alle Tier-Darstellungen als Elefanten. Nach Ludwig D. Morenz handelt es sich beim dargestellten Tier sicherlich um dasjenige, welches das Per-wer symbolisiert. Er hält es für ein 3bw-Tier (Abu-Tier), bei welchem es sich mit einiger Wahrscheinlichkeit um einen Elefanten oder allenfalls um ein Nashorn handelt. Jochem Kahl interpretiert das Tier aufgrund späterer Darstellungen als Seth-Tier, das jedoch seinerseits nicht exakt bestimmt werden kann. Auch bei den liegenden Tier-Darstellungen aus dem Grab U-j hält er eine Gleichsetzung mit dem Seth-Tier für am wahrscheinlichsten. Nach Ludwig D. Morenz könnte es sich jedoch bei den späteren Darstellungen mit stärkeren Ähnlichkeiten zum Seth-Tier um eine bewusste Reinterpretation handeln.
Bei 3bw könnte es sich nach Morenz um eine Wiedergabe von semitisch rabû („Großer“) als eine Herrscherbeizeichnung handeln. Damit wäre Per-wer als „Sakralbau/Residenz des Großen“ zu deuten. Alternativ schlägt er eine Interpretation als „Heiligtum des (Königs) Elefant“ oder als „Heiligtum von Elefantine (3bw)“ vor. Bei einer Identifikation des Tieres als Sethtier wäre ferner an ein Heiligtum des Seth beziehungsweise ein Heiligtum von Ombos zu denken.
Möglicherweise wurden archäologische Reste eines Per-wer in Hierakonpolis gefunden. Diese Überreste aus frühdynastischer Zeit werden als frühesten Beleg eines altägyptischen Tempels gedeutet. Abdrücke im Boden zeigen, dass es aus Holzpflöcken und Mattenbehang errichtet wurde. Die Fassade war mit vier Masten geschmückt. Ein ovaler Hof vor dem Gebäude wurde durch einen Zaun begrenzt. Das Gebäude diente offensichtlich der Verehrung des lokalen Falken-Gotts.

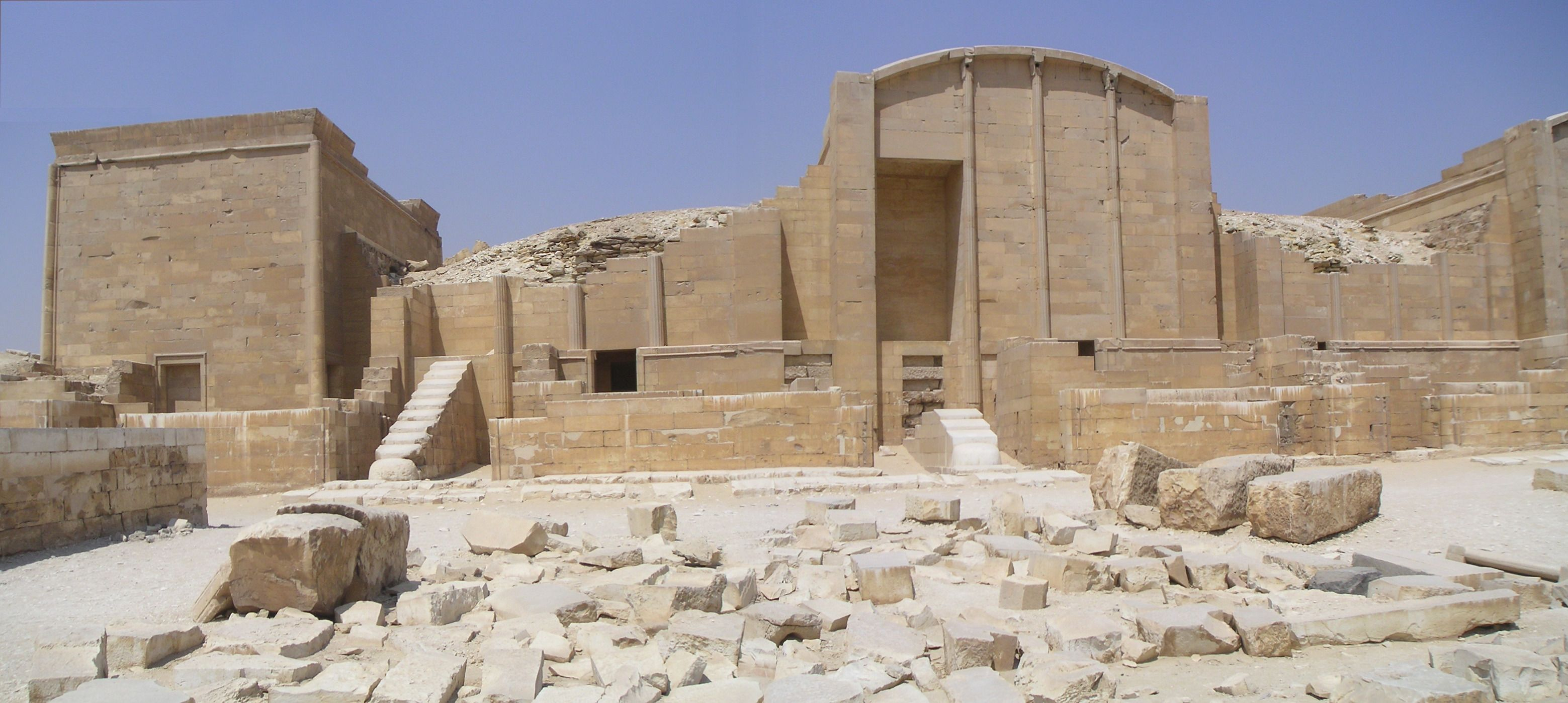
Eine in Stein umgesetzte Per-wer-Kapelle im Djoser-Komplex (rechts)

Monumentale Ausfertigungen dieser Holz-Matten-Bauweise wurden erstmals im Djoser-Komplex in Sakkara in Stein umgesetzt dargestellt. Das Per-wer ist möglicherweise in der „maison du sud“ des Djoser-Bezirkes in symbolischer Architektur dargestellt. Bei besonderen Anlässen wie der Königskrönung und dem Sedfest wurde wahrscheinlich ein Per-wer bei der königlichen Residenz errichtet, in dem der König anfänglich nur mit der Weißen Krone, später auch mit anderen Kronen, gekrönt wurde. Anschließend besuchte er Kapellen weiterer Götter, die die entsprechenden Landesteile symbolisierten. Zusammen mit dem Per-wer bildeten diese die jtrt šmˁt (Iteret-Schemat), die Aufreihung der oberägyptischen Götter.